# Verge d'or graminifoliée
Euthamia graminifolia, Solidago graminifolia
Classification phylogénétique
Espèce
Statut de conservation UICN

 LC  : Préoccupation mineure
Synonymes
- Solidago graminifolia (L.) Salisb., 1796

La Verge d'or graminifoliée (Euthamia graminifolia) est une espèce de plante à fleurs du genre des Solidages et de la famille des Astéracées.

## Répartition
Cette espèce a été observée au Canada et aux États-Unis.

## Liste des variétés et formes
Selon GBIF (5 septembre 2023) :
- Euthamia graminifolia var. graminifolia
- Euthamia graminifolia var. nuttallii (Greene) W.Stone
- Solidago graminifolia f. major

## Systématique
Le nom correct complet (avec auteur) de ce taxon est Euthamia graminifolia (L.) Nutt..
L'espèce a été initialement classée dans le genre Chrysocoma sous le basionyme Chrysocoma graminifolia L..

Ce taxon porte en français les noms vernaculaires ou normalisés suivants : verge d'or à feuilles de graminée, verge d'or graminifoliée, solidage à feuilles de graminée.
- Aster graminifolius (L.) Kuntze
- Chrysocoma graminifolia L.
- Chrysocoma virginiana DC.
- Euthamia bracteata Bush
- Euthamia camporum var. tricostata Lunell
- Euthamia fastigiata Bush
- Euthamia graminifolia subsp. graminifolia
- Euthamia graminifolia var. major (Michx.) Moldenke
- Euthamia graminifolia Elliott, 1823
- Solidago bracteata Bush
- Solidago camporum var. tricostata (Lunell) Fedde
- Solidago graminifolia f. bulbipara Lepage
- Solidago graminifolia f. gemmans Lepage
- Solidago graminifolia f. graminifolia
- Solidago graminifolia var. grahamii J
- Solidago graminifolia var. grahamii J.Rousseau
- Solidago graminifolia var. graminifolia
- Solidago graminifolia var. major (Michx.) Fernald
- Solidago graminifolia var. nuttallii Fernald
- Solidago graminifolia var. septentrionalis Fernald
- Solidago graminifolia var. tricostata (Lunell) S.K.Harris
- Solidago graminifolia var. typica Rosend. & Cronquist
- Solidago graminifolia (L.) Elliott, 1823
- Solidago graminifolia (L.) Salisb.
- Solidago hiertella (Greene) Bush
- Solidago lanceolata var. major Michx.
- Solidago perglabra Friesner
- Solidago polycephala A.Gray
- Solidgo perglabra Friesner